# Municipio de Big Rock (Illinois)
El municipio de Big Rock (en inglés: Big Rock Township) es un municipio ubicado en el condado de Kane en el estado estadounidense de Illinois. En el año 2010 tenía una población de 1859 habitantes y una densidad poblacional de 20,44 personas por km².

## Geografía
El municipio de Big Rock se encuentra ubicado en las coordenadas 41°45′48″N 88°32′37″O / 41.76333, -88.54361. Según la Oficina del Censo de los Estados Unidos, el municipio tiene una superficie total de 90.94 km², de la cual 90,93 km² corresponden a tierra firme y (0 %) 0 km² es agua.

## Demografía
Según el censo de 2010, había 1859 personas residiendo en el municipio de Big Rock. La densidad de población era de 20,44 hab./km². De los 1859 habitantes, el municipio de Big Rock estaba compuesto por el 96,4 % blancos, el 0,43 % eran afroamericanos, el 0,27 % eran amerindios, el 0,54 % eran asiáticos, el 0,91 % eran de otras razas y el 1,45 % eran de una mezcla de razas. Del total de la población el 3,17 % eran hispanos o latinos de cualquier raza.